# 动物园和水族馆协会
动物园和水族馆协会（Association of Zoos and Aquariums；缩写：AZA）是一家美国501(c)(3)非营利组织，成立于1924年，总部位于马里兰州银泉。它主要为公园和水族馆提供认证。截至2019年，有238个获得认证的动物园和公园，主要位于美国，但也有少数位于其他国家。

## 历史
1924年10月，美国动物园和水族馆协会（American Association of Zoological Parks and Aquariums）作为美国公园管理人协会（American Institute of Park Executives）的附属机构成立。1966年，其上级单位并入新成立的国家游乐园和公园协会（National Recreation and Park Association）。
1971年秋，美国动物园和水族馆协会成员投票决定成为一个独立协会，并于1972年1月19日正式独立，行政办公室位于西弗吉尼亚州惠灵歐格貝公园动物园（Oglebay Park Good Zoo）内，1994年自“American Association of Zoological Parks and Aquariums”改用较短的称呼“American Zoo and Aquarium Association”。
2018年初，AZA吸收野生动物贩运联盟（Wildlife Trafficking Alliance） 。